# Jamella sojora
Jamella sojora är en insektsart som beskrevs av Medler 1990. Jamella sojora ingår i släktet Jamella och familjen Flatidae. Inga underarter finns listade i Catalogue of Life.